# Santo Stefano d'Aveto
Santo Stefano d'Aveto é uma comuna italiana da região da Ligúria, província de Génova, com cerca de 1.251 habitantes. Estende-se por uma área de 55 km², tendo uma densidade populacional de 23 hab/km². Faz fronteira com Bedonia (PR), Borzonasca, Ferriere (PC), Rezzoaglio, Tornolo (PR).

## Demografia
| Variação demográfica do município entre 1861 e 2011                               |
|                                                                                   |
| Fonte: Istituto Nazionale di Statistica (ISTAT) - Elaboração gráfica da Wikipedia |